# Mommu
Kaiser Mommu (jap. 文武天皇, Mommu-tennō; * 683; † 15. Juni 707) war der 42. Tennō von Japan. Sein Eigenname war Karu no miko (Prinz Karu). Er herrschte von 697–707 in Fujiwara-kyō, heute Kashihara, Präfektur Nara.

## Leben
Prinz Karu war ein Sohn des Prinzen Kusakabe und der Prinzessin Ahe. Sein Vater war der Kronprinz Temmus, so dass Mommu ein Enkel Kaiser Temmus und Kaiserin Jitōs ist. Seine Mutter Ahe war eine Tochter von Kaiser Tenji.
Nach Abdankung der Kaiserin Jitō wurde seine Thronbesteigung am 17. August 697 verkündet. Er starb 10 Jahre später (707). Sein Sohn Obito war noch ein Kind, so dass seine Mutter den Thron bestieg, bis das Kind erwachsen wurde.
Die Ursprünge des Nō-Theaters lassen sich auf seine Regierungszeit zurückführen. Das wichtigste Ereignis in seiner Regierungszeit war die Verkündung des Taihō-Kodex im Jahr 702 im 2. Jahr der Taihō-Ära.